# Ośmioraka ścieżka

Koło Dharmy (Nauki) symbolizuje Szlachetną Ośmioraką Ścieżkę

Szlachetna Ośmioraka Ścieżka (także: Ośmiostopniowa, Ośmioaspektowa) – zbiór podstawowych zaleceń buddyzmu. Zgodnie z Czwartą Szlachetną Prawdą wygłoszoną przez Buddę na pierwszym kazaniu, ścieżka prowadzi do wyzwolenia, do spokoju, wygaśnięcia cierpienia (dukkha), do bezpośredniej wiedzy, do oświecenia, do nirwany. Ośmioraka Ścieżka prowadzi  do wyplenienia pożądań, awersji i iluzji. Składa się z ośmiu części:
1. Słuszny (należyty, właściwy, prawy, prawdziwy) pogląd (rozumienie) – zrozumienie Czterech Szlachetnych Prawd, zrozumienie konieczności przebywania w medytacyjnym zrównoważeniu, zrozumienie prawa przyczyny i skutku, zrozumienie nietrwałości, pragnienie uwolnienia wszystkich istot od cierpienia.
2. Słuszne myślenie (postanowienie, zamiar) – wykorzenienie żądzy i nieżyczliwości, postanowienie wyrzeczenia się złej woli i odstąpienie od wyrządzania wszelkiej krzywdy.
3. Słuszne słowo (mowa) – wstrzymanie się od kłamstwa i obmowy, używanie mowy w celu przynoszenia pożytku innym.
4. Słuszny czyn (postępowanie) – przestrzeganie Pięciu Wskazań:
  1. Zobowiązuję się przestrzegać nakazu, by powstrzymywać się od odbierania życia.
  2. Zobowiązuję się przestrzegać nakazu, by nie brać tego co nie dane.
  3. Zobowiązuję się przestrzegać nakazu, by powstrzymywać się od złego seksualnego prowadzenia się.
  4. Zobowiązuję się przestrzegać nakazu, by powstrzymywać się od niewłaściwej mowy.
  5. Zobowiązuję się przestrzegać nakazu, by powstrzymywać się przed spożywaniem napojów odurzających i narkotyków, które prowadzą do nieuważności.
W Ośmiu wskazaniach dodane zostają trzy wskazania:
  6. Zobowiązuję się przestrzegać nakazu, by powstrzymywać się od jedzenia w zakazanym czasie (tj. po południu).
  7. Zobowiązuję się przestrzegać nakazu, by powstrzymywać się od tańca, śpiewu, muzyki, oglądania przedstawień, noszenia girland, używania perfum i upiększania ciała kosmetykami.
  8. Zobowiązuję się przestrzegać nakazu, by powstrzymywać się od spania w wysokich i luksusowych łożach.
Mnisi przestrzegają dodatkowo szeregu wskazań, większość z których jest rozwinięciem lub pogłębieniem Ośmiu Wskazań. Tak na przykład Trzecie Wskazanie dla mnicha oznacza nawet nie dotykać kobiety. W celu utrzymywania ciała i umysłu w czystości, mnisi uczą się szanować wszystkie kobiety i traktować starsze kobiety jak matki, rówieśniczki jak siostry, a młodsze kobiety jak córki. Oprócz tego mnisi nie korzystają z pieniędzy („złota i srebra”), przestrzegają szeregu reguł etycznego zachowania. Do cierpienia, między innymi, prowadzi też późna pora nocnego spoczynku.
5. Słuszne zarobkowanie (sposób utrzymywania się przy życiu, zawód) – utrzymywanie się z zajęcia niewymagającego łamania przykazań: powstrzymywanie się od zarobkowania przynoszącego szkodę innym istotom, takiego jak: handel bronią, żywymi istotami lub ich ciałami, odurzającymi napojami i innymi narkotykami, trucizną, od rybołówstwa, rzeźnictwa, wojskowości, fałszu, zdrady, przepowiadania przyszłości, oszustwa, wykorzystywania itp.
6. Słuszne dążenie (wysiłek) – intencje i wysiłek, które nie pozwalają na powstawanie złych, a pozwalają na powstanie dobrych mentalnych właściwości, dążenie do oświecenia.
7. Słuszne (bezwysiłkowe) skupienie (uważność, przytomność) – brak przeszkadzających myśli – znalezienie przestrzeni między nimi. Zachowanie uważności we wszystkim, co się przedsięwzięło.
8. Słuszna medytacja (koncentracja, kontemplacja) – dążenie do osiągania stanów, w których znika „ego”.

## Pierwszy Buddyjski Nakaz
„Zobowiązuję się przestrzegać nakazu, by powstrzymywać się od odbierania życia”.
W przeciwieństwie do religii, w tym chrześcijańskiej, w których nakaz „nie zabijaj” stosuje się wyłącznie do człowieka, buddyjski nakaz dotyczy każdej istoty, która ma ciało, każdego stworzenia, które czuje (każdej czującej istoty). Słowa Buddy z Dhammapady:
Wszyscy drżą, widząc uniesiony kij.
Wszyscy boją się śmierci.
Biorąc samego siebie za przykład,
Nie powinno się uderzać innych
ani sprawiać, by byli bici.
Wszyscy drżą, widząc uniesiony kij.
Życie jest drogie każdemu.
Biorąc samego siebie za przykład,
Nie powinno się uderzać innych
ani sprawiać, by byli bici.
W zamierzchłych czasach istniały tylko trzy choroby: pożądanie, głód i zepsucie; ale z powodu zabijania zwierząt wzrosły one do dziewięćdziesięciu ośmiu (słowa Buddy z Sutta Nipata).
Panie Tajemnic!
Pierwotna mądrość wszechwiedzącego zakwita z korzenia współczucia (słowa Buddy z Sutry Ukazywania Tajemnic Tathaghaty).
Logicznym wnioskiem z ahimsy – głównej idei przyświecającej filozofii buddyjskiej jest fakt, że jedynie dieta wegetariańska oraz jej bardziej radykalne formy są odpowiednią dietą dla buddystów. O ile większość zasad w buddyzmie to wskazówki, które nie muszą być przestrzegane mocno rygorystycznie, a także wiele z nich dotyczy tylko ludzi pragnących doznać oświecenia, o tyle do przestrzegania podstawowej zasady - ahimsy, zobowiązany jest każdy buddysta. Potwierdzeniem tego - poza samą oczywistością płynącą z ahimsy - są słowa Buddy zawarte w Lankavatara oraz Surangama Sutra, a także innych tekstach. 

## Właściwa mowa
Właściwa mowa określa zalecenia dla buddystów dotyczące tego jak i kiedy powinni się wypowiadać. W kanonie palijskim znajdujemy liczne fragmenty dotyczące właściwej mowy. W Suttcie o Ośmioaspektowej Ścieżce (Magga-vibhanga Sutta, SN XLV.8.) czytamy:
Co to jest właściwa mowa?
Powstrzymanie się od kłamstwa, powstrzymanie się od kłótni, powstrzymanie się od obelg, powstrzymanie się od czczego gadania. Mnisi, to jest nazywane właściwą mową.
W Abhayarājakumāra Sutta (MN.058 - Mowa do księcia Abhaya) Budda określa właściwą mowę następująco:
Tak usłyszałem. Przy pewnej okazji Zrealizowany mieszkał w Rajagaha w Bambusowym Gaju w Sanktuarium Wiewiórek (…).
Tak też książę, takiej mowy o której Tathagata wie, że jest nieprawdziwa, niepoprawna i niekorzystna i która jest również niechciana i niemiła innym, takiej mowy Tathagata się nie podejmuje.
Takiej mowy o której Tathagata wie, że jest prawdziwa, poprawna ale niekorzystna i która jest również niechciana i niemiła innym, takiej mowy Tathagata się nie podejmuje.
Taką mowę o której Tathagata wie, że jest prawdziwa, poprawna, korzystna ale która jest niechciana i niemiła innym, Tathagata zna czas by użyć takiej mowy.
Takiej mowy o  której Tathagata wie, że jest nieprawdziwa, niepoprawna i niekorzystna i która jest chciana i miła innym, takiej mowy Tathagata się nie podejmuje.
Taką mowę o której Tathagata wie, że jest prawdziwa, poprawna, korzystna i która jest chciana i miła innym, Tathagata zna czas by użyć takiej mowy.
Na podstawie też innych fragmentów Tipitaki możemy stwierdzić, że właściwa mowa powinna spełniać następujące warunki: 
- powinna być prawdziwa
- korzystna dla słuchającego
- możliwa do przyjęcia, chciana
- miła, łagodna i pozbawiona arogancji
- zachęcająca do zgody
- nie powinna być "czczym gadaniem" (np. plotkowaniem)

W przypadku gdyby prawdziwe i korzystne słowa nie są możliwe do przyjęcia przez słuchającego, buddysta cierpliwie czeka na właściwszy moment do wypowiedzi. 

## Pogląd na buddyzm
Szlachetna Ośmioraka Ścieżka umożliwia również podział buddyzmu na trzy fundamentalne praktyki:
- Moralną dyscyplinę (właściwe słowo, właściwy czyn, właściwe zarobkowanie)
- Medytacyjne zrównoważenie (właściwe dążenie, właściwe skupienie, właściwa medytacja)
- Doskonałą mądrość (właściwy pogląd, właściwe myślenie)

W dosłownym tłumaczeniu z pali i sanskrytu, języków najstarszych buddyjskich tekstów, „Nauka Przebudzonego”.